# تسويوشي فوجيتا
تسويوشي فوجيتا (باليابانية: 藤田剛؛ بالكانا: ふじた つよし) هو لاعب اتحاد الرغبي ياباني، ولد في 27 يناير 1961 في أوساكا في اليابان.